# Andreas Scherpf
Andreas Scherpf (* 13. Januar 1837 in Speyer; † 23. Januar 1898 in Steinfeld) war ein deutscher Komponist und Gesangspädagoge.

## Biographie
Andreas Scherpf wurde als Sohn des Musikers Johann Michel Scherpf geboren. Seine Lehrerausbildung absolvierte er am katholischen Lehrerseminar in Speyer und schloss dieses 1855 erfolgreich ab. Danach arbeitete er zunächst als Schullehrer in Steinfeld, ab 1861 dann in Speyer. Neben seiner Lehrertätigkeit war Andreas Scherpf auch für 25 Jahre lang Gesangslehrer am Humanistischen Gymnasium in Speyer. Mit diesen Schulchören führte Andreas Scherpf als Dirigent auch wiederholt Messen von Palestrina und Allegri im Dom zu Speyer auf. Auch als Komponist eigener Werke trat er in Erscheinung und komponierte kirchliche und weltliche Lieder sowie eine vielfach aufgeführte Operette Der Stein der Weisen. Zudem entwickelte Andreas Scherpf eine eigene Gesangsschule, die er in mehreren Bänden darlegte und die viel Anerkennung fand.

## Werke

### Kompositionen
- Operette Der Stein der Weisen op. 6 (1883)[1]
- Die drei schönsten Lebensblumen, für Männerchor

### Schriften
- Gesangschule für Gymnasien, Latein- und Realschulen, Präparandenanstalten, sowie zum Selbstunterricht. Verl der E. Kleeberg’schen Buchhandlung, Speyer 1877
- Meßgesänge, Kirchenlieder und Responsorien aus dem Diöcesanchoralbuche und der Harmonia Sacra für die oberen Classen der Volksschulen mit Genehmigung des Hochw. Capitular-Vicariats zusammengestellt, nebst einer kleinen Gesangschule. Verlag der E. Kleeberg’schen Buch-, Kunst- und SLehrmittelhandlung, Speyer 1878
- Theoretisch praktische, nach pädagogischen Grundsätzen verfaßte Gesangschule für Studienanstalten und Präparandenschulen sowie zum Privatunterricht. Verlag der Ferd. Kleeberger’schen Buchhandlung, Speyer, Nürnberg 1884
- Theoretisch-praktische Anleitung zur Erteilung eines rationellen Gesangunterrichtes in der Volksschule. Verlag der Jäger’schen Buch- und Kunsthandlung, Speyer 1890
- Gesangschule und Liedersammlung (ein-, zwei- und dreistimmige Lieder) für Latein- und Realschulen. Verlag der Jäger’schen Buch- und Kunsthandlung, Speyer 1894

## Nachweise
- Peter Polaschek: Andreas Scherpf, in: Gymnasium am Kaiserdom Speyer: Ratsschule der Stadt Speyer, Gymnasium am Kaiserdom / [Red.: Stefan Becker ... ], Speyer 1990, S. 74–75
- Andreas Scherpf, in: Rheinland-Pfälzische Personendatenbank. http://www.rppd-rlp.de/ps04764